# 1982 a légi közlekedésben
Ez a lista az 1982-es év légi közlekedéssel kapcsolatos eseményeit tartalmazza.

## Események

### Január
- január 13. - Az Air Florida 90-es járata másodpercekkel a felszállás után lezuhant a Potomac folyó egyik hídjára. A fedélzeten tartózkodó 79 emberből 74 hunyt el, további négy a földön (összesen 78-an haltak meg a katasztrófában). A tragédiát az időjárás, a nem megfelelő karbantartás és pilóták komoly hibái együttesen okozták.[1][2]
- január 14. – Az Etiópiai Légierő An–26 típusú repülőgépe lezuhan Addisz-Abeba közelében. A balesetben a gépen tartózkodó 73 fő veszti életét, főleg etiópok, de líbiai és kubai katonák is vannak köztük.[3]

### Június
- június 24. - A British Airways 9-es járatának mind a négy hajtóműve leállt, miután hamufelhőbe repült, ami a Mount Galunggung tűzhányó (kb. 180 km-re az indonéziai Jakartától) kitörése okán keletkezett.